# 오일러 거듭제곱 합 추측
수학에서 오일러 거듭제곱 합 추측(영어: Euler's sum of powers conjecture)은 페르마의 마지막 정리를 일반화하는 추측의 하나였으며, 거짓임이 증명되었다. 레온하르트 오일러가 1769년 제안했었다.
이는 1보다 큰 모든 정수 n과 k에 대해 n개의 양의 정수의 k번째 거듭제곱의 합이 그 자체로 k번째 거듭제곱이면 n은 k보다 크거나 같다는 추측이다.
{\displaystyle a_{1}^{k}+a_{2}^{k}+\dots +a_{n}^{k}=b^{k}\implies n\geq k}
이 추측은 페르마의 마지막 정리를 일반화하려는 시도이다. 특별한 경우로 n = 2: if {\displaystyle a_{1}^{k}+a_{2}^{k}=b^{k},} 라면 2 ≥ k이 페르마의 마지막 정리에 해당한다.
이 추측은 k = 3인 경우(페르마의 마지막 정리에서 세제곱인 경우)에는 성립하지만, k = 4와 k = 5인 경우에는 반증되었다. k ≥ 6인 경우에 이 추측이 실패하는지, 성립하는지는 알려지지 않았다.

## 일반화

### k= 3
33 + 43 + 53 = 63 (플라토의 수 216)

### k= 4
958004 + 2175194 + 4145604 = 4224814 (R. Frye, 1988)
304 + 1204 + 2724 + 3154 = 3534 (R. Norrie, 1911)

### k= 5
275 + 845 + 1105 + 1335 = 1445 (Lander & Parkin, 1966)
195 + 435 + 465 + 475 + 675 = 725 (Lander, Parkin, Selfridge, smallest, 1967)
75 + 435 + 575 + 805 + 1005 = 1075 (Sastry, 1934, third smallest)

### k= 7
1277 + 2587 + 2667 + 4137 + 4307 + 4397 + 5257 = 5687 (M. Dodrill, 1999)

### k= 8
908 + 2238 + 4788 + 5248 + 7488 + 10888 + 11908 + 13248 = 14098 (S. Chase, 2000)